# Psylla loranthi
Psylla loranthi är en insektsart som beskrevs av Capener 1973. Psylla loranthi ingår i släktet Psylla och familjen rundbladloppor. Inga underarter finns listade i Catalogue of Life.